# Diole
Diole – grupa organicznych związków chemicznych, alkohole zawierające dwie grupy hydroksylowe. Reaktywność dioli jest zbliżona do innych alkoholi.

## Podział dioli

### Diole wicynalne

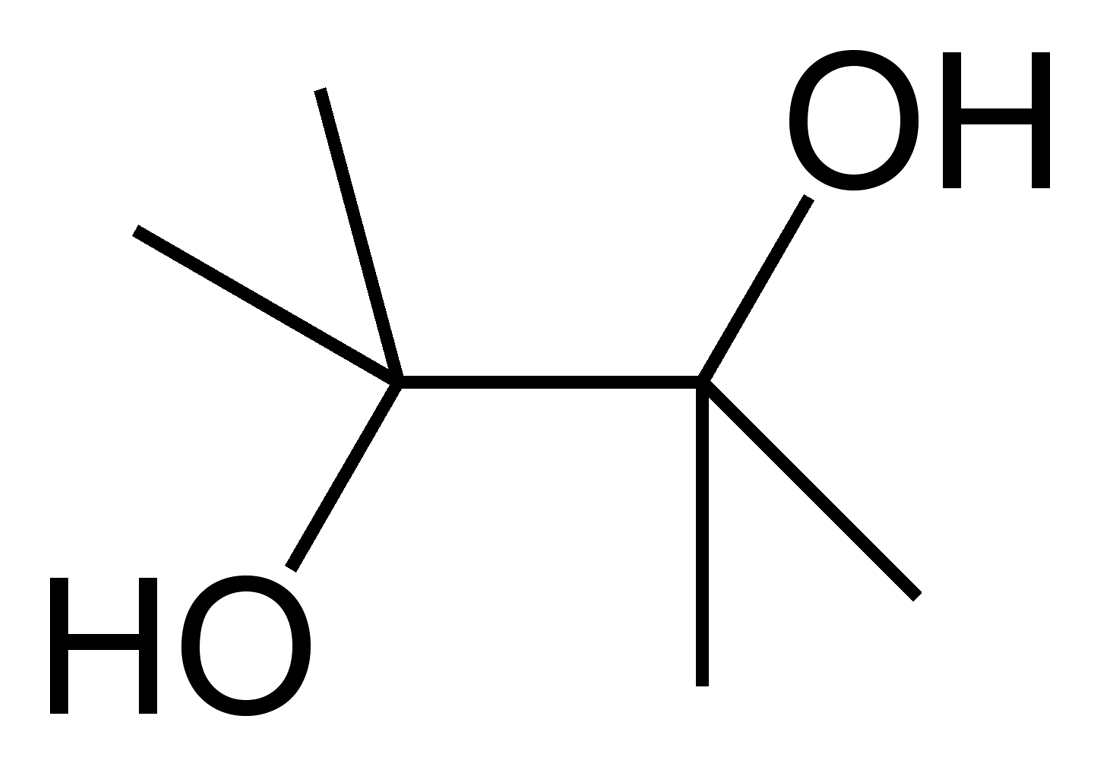
Pinakol

Diole, w których grupy hydroksylowe przyłączone są do sąsiednich atomów węgla, noszą nazwę dioli wicynalnych lub (dawniej) glikoli. Najprostszym ich przedstawicielem jest glikol etylenowy. Tetrapodstawione diole wicynalne są znane jako pinakole, a ich najprostszym reprezentantem jest pinakol (2,3-dimetylobutano-2,3-diol).

### Diole geminalne
Jeśli obie grupy hydroksylowe przyłączone są do jednego atomu węgla, związek nosi nazwę diolu geminalnego. Diole geminalne są zazwyczaj nietrwałe i ulegają spontanicznej dehydratacji do aldehydów lub ketonów; z tej przyczyny określane są często jako wodziany (hydraty) aldehydu/ketonu. Dehydratacja ta jest reakcją odwracalną:

Równowaga acetaldehyd ⇌ 1,1-etanodiol
W niektórych przypadkach forma alkoholowa jest dominująca, np. w wodnym roztworze formaldehydu występuje głównie diol geminalny metanodiol, H
2C(OH)
2.

## Nazewnictwo systematyczne
Nazwa dioli jest tworzona z nazwy odpowiedniego rodnika węglowodorowego przez dodanie do niego końcówki diol poprzedzonej, jeśli to konieczne, lokantami.
Przykłady:

etano-1,2-diol (glikol etylenowy)
propano-1,3-diol
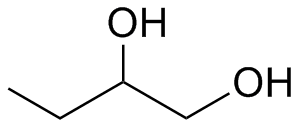
butano-1,2-diol
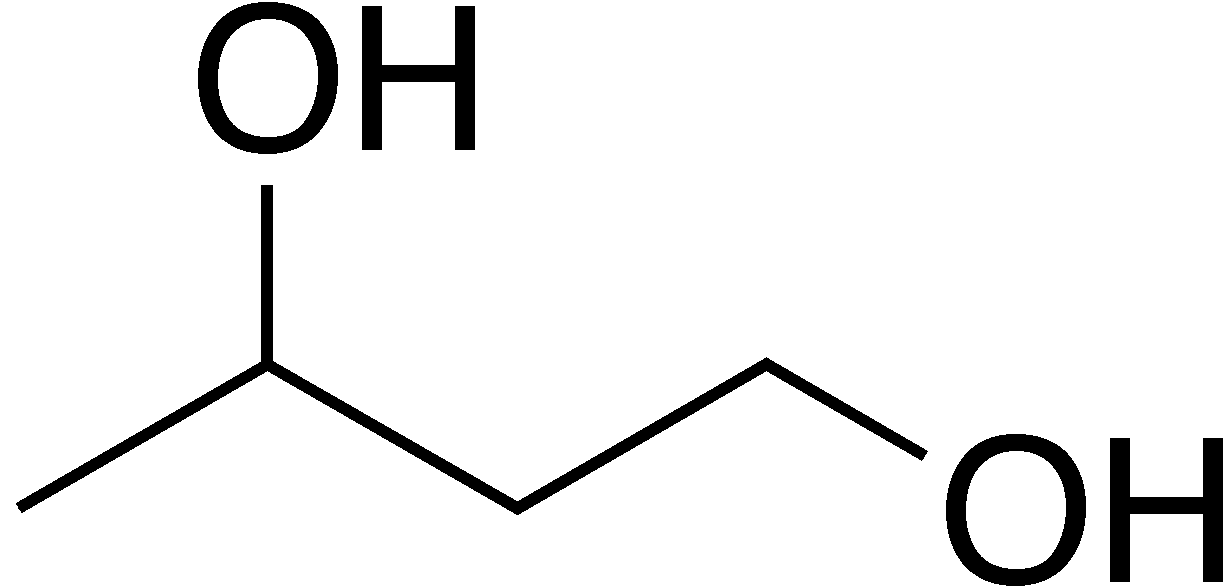
butano-1,3-diol
butano-1,4-diol
butano-2,3-diol
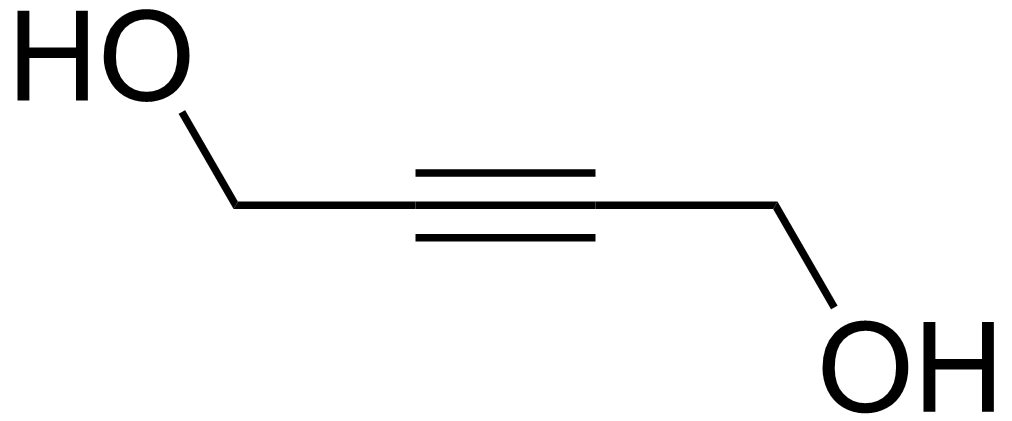
2-butyno-1,4-diol
adamantano-1,3-diol